# Chusnija
Chusnija (hebr. חוסנייה; arab. حسينية; ang. Hussniyya, lub także Husniyya i Husnia) – wieś beduińska położona w Samorządzie Regionu Misgaw, w Dystrykcie Północnym, w Izraelu.

## Położenie
Chusnija jest położona na wysokości 293 m n.p.m. w północnej części Dolnej Galilei. Leży na zachodnich zboczach góry Kamon (598 m n.p.m.), wznoszącej się od strony południowej nad Doliną Bet ha-Kerem i Doliną Chananja. Po stronie zachodniej jest głębokie wadi strumienia Cuf, a na południu są źródła strumieni Hilazon i Ketsach. Stoki góry Kamon są częściowo zalesione. W otoczeniu wsi Chusnija znajdują się miasto Karmiel, miejscowości Nachf i Arraba, kibuce Lotem i Eszbal, wsie komunalne Michmanim, Kamon, Ma’ale Cewijja, Eszchar, Juwalim i Szoraszim, oraz wsie arabskie Kamane i Sallama. Na północy jest położona strefa przemysłowa Karmiel.

### Podział administracyjny
Chusnija jest położona w Samorządzie Regionu Misgaw, w Poddystrykcie Akka, w Dystrykcie Północnym Izraela.

## Demografia
Stałymi mieszkańcami wsi są wyłącznie Beduini. Według danych z 2011 roku, osada liczyła 595 mieszkańców.

## Historia
Pierwotnie w miejscu tym znajdowały się tereny pastwisk koczowniczego plemienia beduińskiego Sava’id. W wyniku I wojny izraelsko-arabskiej w 1948 roku cały ten obszar został przyłączony do państwa Izrael. Prowadzona na początku lat 50. XX wieku polityka przymusowego osiedlania plemion koczowniczych, wymusiła na członkach klanu Sava’id zamieszkanie w tym miejscu. Wieś nie była jednak formalnie uznawana przez władze izraelskie aż do 1996 roku. Dopiero od tego momentu była możliwa rozbudowa tutejszej infrastruktury. Jednak większość planów nadal nie jest realizowana, ponieważ czekają na wyjaśnienie kwestie praw własności związanych z tutejszymi gruntami. Z tego powodu nadal występują poważne braki w dostępie do energii elektrycznej, wody, kanalizacji i dróg. Uniemożliwia to rozwój wioski i pogłębia biedę mieszkańców. Na tym tle nieustannie dochodzi do licznych konfliktów – między innymi wybudowano meczet bez wymaganych przez prawo zezwoleń. W wyniku postępowania prawnego groziło jego wyburzenie.

## Edukacja
Wieś utrzymuje przedszkole. Starsze dzieci są dowożone do szkoły podstawowej w miejscowości Nachf.

## Gospodarka
Tutejsi mieszkańcy utrzymują się z upraw oliwek. Część mieszkańców pracuje najemnie w sąsiednich osadach żydowskich.

## Transport
Ze wsi wyjeżdża się lokalną drogą na północ do strefy przemysłowej Karmiel i skrzyżowania z drogą nr 85.